# Pic Lesat
El Pic Lézat és una muntanya de 3.107 m d'altitud, amb una prominència de 127 m, que es troba al massís de Perdiguero, al departament de l'Alta Garona (França).
La primera ascensió la van realitzar Toussaint Lézat i Jean Redonnet i dues persones més l'any 1852, i inicialment es va anomenar Pic Intermédiaire.

## Cims addiconals
- L'Agulla Central NW de Lézat (42° 42′ 26.98″ N, 0° 31′ 11.44″ E / 42.7074944°N,0.5198444°E) és un cim de 3.058 metres del massís.
- L'Agulla Central SE de Lézat (42° 42′ 28.09″ N, 0° 31′ 10.04″ E / 42.7078028°N,0.5194556°E) és un cim de 3.037 metres del massís.